# Elezioni presidenziali in Armenia del 2013
Le elezioni presidenziali in Armenia del 2013 si tennero il 18 febbraio.
Furono le ultime elezioni presidenziali a suffragio popolare diretto.

## Risultati
| Candidati         | Partiti                                   | Voti      | %     |
| ----------------- | ----------------------------------------- | --------- | ----- |
| Serž Sargsyan     | Partito Repubblicano d'Armenia            | 861 160   | 58,64 |
| Raffi Hovannisian | Patrimonio                                | 539 672   | 36,75 |
| Hrant Bagratyan   | Indipendente                              | 31 643    | 2,15  |
| Paruyr Hayrikyan  | Unione per l'Autodeterminazione Nazionale | 18 093    | 1,23  |
| Andrias Ghukasyan | Indipendente                              | 8 328     | 0,57  |
| Vardan Sedrakyan  | Indipendente                              | 6 203     | 0,42  |
| Arman Melikyan    | Indipendente                              | 3 516     | 0,24  |
| Totale            | Totale                                    | 1 468 615 | 100   |